# Carolyn Porco
Carolyn C. Porco (Bronx, New York, 1953. március 6. –) amerikai planetológus, a külső Naprendszer kutatója, kezdetben a Voyager jupiteri, szaturnuszi, uránuszi és neptunuszi küldetésein dolgozott az 1980-as évek folyamán. Ő vezette a Cassini küldetés kamerairányító/képfeldolgozó csoportját, amíg az Szaturnusz-körüli pályán mozgott, illetve a Cassini 2017. szeptember 15-i de-orbitja közben, melyben a szonda elégett a Szaturnusz felső légkörében. A Szaturnusz gyűrűjének és Enceladus holdjának szakértője.
110 tudományos szakirat társszerzője volt, kezdve az Uránusz, Neptunusz és a csillagközi tér spektroszkópiájától, a bolygók gyűrűinek és szatellit/gyűrű kölcsönhatásainak fotometriáján, a bolygók gyűrűinek, a Triton sarkköri jegének és a Jupiter belsejében zajló hőáramlások számítógépes modellezésén át számos eredményig a Szaturnusz légkörének, holdjainak és gyűrűinek Cassini általi feltérképezési kísérlete során. 2013-ban a Cassini mérései bizonyították Porco és Mark Marley azon feltevését, miszerint a Szaturnusz belsejében zajló akusztikus oszcillációk okozzák a gyűrűiben látható bizonyos jellegzetességeket.
Porco hozta létre A Nap, Amikor Mosolygott a Föld eseményt. Továbbá ő tartotta a híres Eugene Shoemaker bolygó-geológus gyászbeszédét, és az ő javaslata volt, miszerint emlékére 1998-ban küldjék el hamvait a holdra a Lunar Prospector szonda fedélzetén.
Gyakorlott nyilvános felszólalóként két népszerű előadást tartott a TED-en, valamint a Pangea Nap megnyitó beszédét, mely egy 2008 májusában leadott, a világ hat városában összehangolt műsor volt, melyben leírta az emberi lét kozmikus vonatkozásait. Ezen felül számos kitüntetést és megbecsülést nyert a tudományban és közszereplőként elért teljesítményeiért; pl. 2009-ben a New Statesman megnevezte, mint egy 'A Jelenben Számító 50 Ember' ('The 50 People Who Matter Today.') közül.
2010-ben Porco elnyerte a Carl Sagan Medált, melyet az American Astronomical Society nyújtott át a tudomány nagyközönségnek való közvetítésében elért kimagasló eredményeiért. 2012-ben az űrtechnika 25 legbefolyásosabb embereinek egyikeként említette a Time magazin.